# アンドリス・ベールジンシュ (ラトビアの首相)
アンドリス・ベールジンシュ（ラトビア語: Andris Bērziņš、1951年8月4日 - ）は、ラトビアの政治家。政党「ラトビアの道」に所属している。
リガ出身。1993年から1994年まで労働相を、1994年から1995年まで副首相兼厚生相を、1997年から2000年までリガ市長を歴任した。2000年5月5日にヴァイラ・ヴィーチェ＝フレイベルガ大統領から首相に指名され、2002年11月7日までその職にあった。
国際ラウル・ワレンバーグ協会の名誉会員である。